# خامه‌ماهی‌سانان
خامه‌ماهی‌سانان (نام علمی: Gonorynchiformes) نام یک راسته از فرورده پیوسته‌استخوانان است.